# Peter Pirker (Historiker)
Peter Pirker (* 1970 in Lienz) ist ein österreichischer Historiker und Politikwissenschafter.

## Leben und Wirken
Peter Pirker wuchs in Berg im Drautal auf und studierte Geschichte, Politikwissenschaft sowie Kultur- und Sozialanthropologie an der Universität Wien.
1999–2000 war er Mitarbeiter der Österreichischen Forschungsstiftung für Internationale Entwicklung. Anschließend arbeitete er bis 2006 als Journalist und Redakteur für Ö1 und die APA und betrieb freie wissenschaftliche bzw. publizistische Projektarbeit.
2006–2008 war er wissenschaftlicher Mitarbeiter eines FWF-Forschungsprojekts am Institut für Staatswissenschaft der Universität Wien und forschte zu auf Österreich bezogenen Aktivitäten des britischen Geheimdiensts SOE während des Zweiten Weltkriegs. Damit verbunden waren Forschungsaufenthalte bei Archiven in Österreich, Deutschland, London und Washington, D.C. 2009 promovierte er in Geschichte mit einer Dissertation über dieses Thema.
2009–2013 war er Lehrbeauftragter am Institut für Staatswissenschaft, hatte Lehraufträge am Institut für Geschichte der Universität Klagenfurt und den Pädagogischen Hochschulen in Kärnten und Tirol. Daneben absolvierte er kürzere Auslandsaufenthalte als Research Fellow am Deutschen Historischen Institut Washington, als Visiting Fellow am Institute of Germanic & Romance Studies in London und als Visiting Scholar an der Stanford University.
Zwischen 2014 und 2019 war Pirker am Wiener Institut für Staatswissenschaft unter anderem mit den Projekten Politics of Remembrance und re_map. Eine digitale Karte der Erinnerung für Wien betraut. Von November 2019 bis Juni 2023 war Pirker Wissenschaftlicher Mitarbeiter am Institut für Zeitgeschichte der Universität Innsbruck, danach am Centrum für Jüdische Studien der Universität Graz. Seit 2024 arbeitet er als Historiker und Kurator mit dem Schwerpunkt Erinnerungskultur beim kärnten.museum in Klagenfurt, außerdem am Institut für Zeitgeschichte der Universität Innsbruck. Er lehrt am Institut für Geschichte der Universität Klagenfurt.

## Auszeichnungen
- 2009 Herbert-Steiner-Anerkennungspreis des Dokumentationsarchivs des österreichischen Widerstandes für seine Dissertation[3]
- 2010 Dissertationspreis des Arbeitskreises Großbritannien-Forschung (damals: Arbeitskreis Deutsche England-Forschung)
- 2013 Michael-Mitterauer-Preis für Gesellschafts-, Kultur- und Wirtschaftsgeschichte
- 2015 Hans-Maršálek-Preis 2. Rang
- 2019 Erster Preis in der Kategorie „Digital Products“ bei der International Cartographic Exhibition der  Internationalen Kartographischen Vereinigung[4]
- 2020 Kulturpreis des Landes Kärnten Würdigungspreis für Geistes- und Sozialwissenschaften[5]

## Werke (Auswahl)
- gemeinsam mit Lisa Rettl: „Ich war mit Freuden dabei.“ Der KZ-Arzt Sigbert Ramsauer – Eine österreichische Geschichte. Milena, Wien 2010, ISBN 978-3-85286-200-2, erweiterte Neuauflage in der Reihe Mauthausen-Studien, new academic press, Wien 2024, ISBN 978-3-7003-2324-2
- Gegen das „Dritte Reich“. Sabotage und transnationaler Widerstand in Österreich und Slowenien 1938–1940. Kitab, Klagenfurt/Wien 2010, ISBN 978-3-902585-65-3.
- 30 Jahre Milizverband Österreich. Beiträge zu einem Kulturwandel in der Landesverteidigung. Hrsg. vom Milizverband Österreich. Trauner, Linz 2011.
- Subversion deutscher Herrschaft. Der britische Kriegsgeheimdienst SOE und Österreich. Vandenhoeck & Ruprecht, Göttingen 2012, ISBN 978-3-89971-990-1.
- Broker des transnationalen Antikommunismus: G. E. R. Gedye und Radio Free Europe in Österreich. In: Zeitgeschichte, Jahrgang 2016, 43. Jg., Heft 6 vom Nov./Dez., ISSN 0256-5250, S. 379–394 (online bei ANNO).
- Codename Brooklyn. Jüdische Agenten im Feindesland. Die Operation Greenup 1945. Tyrolia, Innsbruck 2019, ISBN 978-3-7022-3756-1.
- gemeinsam mit Matthias Breit: Schnappschüsse der Befreiung. Fotografien amerikanischer Soldaten im Frühjahr 1945. Tyrolia, Innsbruck/Wien 2020, ISBN 978-3-7022-3850-6.
- gemeinsam mit Elena Messner: Kriege gehören ins Museum. Aber wie? Atelier, Wien 2021, ISBN 978-3-99065-061-5.
- gemeinsam mit Ingrid Böhler: Deserteure der Wehrmacht im alpinen Raum. Neue Forschungen. In: zeitgeschichte 49 (2022) 4, ISBN 978-3-8471-1413-0.
- gemeinsam mit Ingrid Böhler und Reinhold Bilgeri: Rudolf Bilgeri: Bei den Partisanen in Athen: Tagebuch eines Deserteurs der Wehrmacht. Universitätsverlag Wagner, Innsbruck 2023, ISBN 978-3-7030-6585-9.
- gemeinsam mit Kerstin von Lingen: Deserteure der Wehrmacht und der Waffen-SS. Entziehungsformen, Solidarität, Verfolgung (= Krieg in der Geschichte. Band 122). Brill | Schöningh, Paderborn 2023, ISBN 978-3-506-79135-1.

## Belege
1. ↑  Peter Pirker. In: czernin-verlag.com. Abgerufen am 28. Februar 2019.
2. 1 2  Biografie/Arbeitsbereiche. In: peterpirker.at. Abgerufen am 28. Februar 2019.
3. 1 2  Entner Rez GdDR. (PDF; 44 kB) In: peterpirkner.at. 14. Januar 2012, abgerufen am 28. Februar 2019.
4. 1 2  Mag. Dr. Peter Pirker. In: uibk.ac.at. 29. Januar 2020, abgerufen am 3. Mai 2020.
5. ↑  Presseaussendung: Regierungssitzung 1 – Landeskulturpreis geht posthum an Johann Kresnik. In: ktn.gv.at. 6. Oktober 2020, archiviert vom Original (nicht mehr online verfügbar) am 22. Oktober 2020; abgerufen am 10. November 2020.  Info: Der Archivlink wurde automatisch eingesetzt und noch nicht geprüft. Bitte prüfe Original- und Archivlink gemäß Anleitung und entferne dann diesen Hinweis.

| Personendaten    | Personendaten                                         |
| ---------------- | ----------------------------------------------------- |
| NAME             | Pirker, Peter                                         |
| KURZBESCHREIBUNG | österreichischer Historiker und Politikwissenschafter |
| GEBURTSDATUM     | 1970                                                  |
| GEBURTSORT       | Lienz                                                 |